# 29 tháng 12
Ngày 29 tháng 12 là ngày thứ 363 (364 trong năm nhuận) trong lịch Gregory. Còn 2 ngày trong năm.

## Sự kiện
- 1427 – Sau Hội thề Đông Quan, Tổng binh triều Minh là Vương Thông dẫn bộ binh rút khỏi An Nam, kết thúc thời kỳ triều Minh đô hộ trong lịch sử Việt Nam, tức 12 tháng 12 năm Đinh Mùi.
- 1845 – Theo thuyết vận mệnh hiển nhiên, Hoa Kỳ sáp nhập Cộng hòa Texas, Texas trở thành tiểu bang thứ 28 của Liên bang.
- 1911 – Tôn Trung Sơn trở thành tổng thống lâm thời của Trung Hoa Dân Quốc, ông chính thức nhậm chức vào ngày 1 tháng 1 năm 1912.
- 1911 – Các vương công và lạt ma Mông Cổ tại Khố Luân tuyên bố độc lập từ triều Thanh, lập Jebstundamba Khutuktu làm hoàng đế.
- 1928 – Phụng hệ quân phiệt Trương Học Lương tuyên bố tiếp nhận quyền quản hạt của chính phủ Quốc dân, thay cờ tại lãnh địa, sử gọi là "Đông Bắc thay cờ".
- 1939 – Máy bay ném bom Consolidated B-24 Liberator tiến hành chuyến bay đầu tiên.
- 1942 – Chiến tranh thế giới thứ hai: Quân đoàn xe tăng 24 của Liên Xô thoát khỏi vòng vây của quân Đức và về đến Ilinka, kết thúc cuộc đột kích Tatsinskaya.
- 1959 – Nhà vật lý học người Mỹ Richard Feynman đưa ra một bài phát biểu được đặt tên là Còn nhiều chỗ trống ở cấp vi mô, được xem như mốc khai sinh của công nghệ nano.
- 1989 – Václav Havel trở thành nguyên thủ thứ 9 của Tiệp Khắc.

## Sinh
- 1709 – Elizaveta, nữ hoàng của Nga, tức 18 tháng 12 theo lịch Julius (mất 1762)
- 1808 – Andrew Johnson, chính trị gia người Mỹ, tổng thống của Hoa Kỳ (m. 1875)
- 1899 – Nhiếp Vinh Trăn, tướng lĩnh quân đội người Trung Quốc (m. 1992)
- 1910 – Ronald Coase, nhà kinh tế học người Anh-Mỹ, đoạt giải Nobel (m. 2013)
- 1942 – Rajesh Khanna, diễn viên, ca sĩ người Ấn Độ (m. 2012)
- 1957 – Bruce A. Beutler, nhà miễn dịch học và di truyền học Mỹ, đoạt giải Nobel
- 1959 – 
  - Okazaki Ritsuko, ca sĩ, nhà soạn nhạc người Nhật Bản (m. 2004)
  - Hà Gia Kính, diễn viên người Hồng Kông
- 1960 – Thomas Lubanga Dyilo, thủ lĩnh quân sự người CHDC Congo
- 1974 - Vũ Quốc Việt, ca sĩ và nhạc sĩ người Việt Nam
- 1983 – Minh Thư, ca sĩ người Việt Nam
- 1985 - Thanh Vân Hugo (Nguyễn Thanh Vân), diễn viên, dẫn chương trình người Việt Nam
- 1994 – Kako, thành viên hoàng thất Nhật Bản
- 1996 – Minatozaki Sana thành viên nhóm nhạc Twice người Nhật Bản
- 2000 – Yiren, thành viên nhóm nhạc Everglow (nhóm nhạc), người Trung Quốc
- Không rõ năm – Ayana, ca sĩ người Nhật Bản

## Mất
- 1208 – Hoàn Nhan Cảnh, tức Kim Chương Tông, hoàng đế của triều Kim, tức ngày Bính Thìn (20) tháng 11 năm Mậu Thìn (sinh 1190)
- 1825 – Jacques-Louis David, họa sĩ người Pháp (s. 1748)
- 1891 – Leopold Kronecker, nhà toán học người Đức (s. 1823)
- 1894 – Christina Rossetti, nhà thơ người Anh (s. 1830)
- 1896 – Wilhelm von Woyna, tướng lĩnh quân đội người Đức (s. 1819)
- 1910 – Ewald Christian Leopold von Kleist, tướng lĩnh quân đội người Đức (s. 1824)
- 1916 – Grigori Yefimovich Rasputin, người thần bí Nga, tức 16 tháng 12 theo lịch Julius (s. 1869)
- 1924 - Carl Spitteler, nhà văn người Thụy Sĩ. đoạt giải Nobel (s. 1845)
- 1926 – Rainer Maria Rilke, nhà văn người Áo (s. 1875)
- 1929 – Wilhelm Maybach, kỹ sư và doanh nhân người Đức (s. 1846)
- 1940 – Phan Bội Châu, nhà nho yêu nước Việt Nam (s.  1867)
- 1941 – Tullio Levi-Civita, nhà toán học người Ý (s. 1873)
- 1951 – Cù Chính Lan, quân nhân người Việt Nam (s. 1930)
- 2009 – Akmal Shaikh, doanh nhân và người vận chuyển ma túy người Pakistan-Anh (s. 1956)
- 2020 – Vân Quang Long, ca sĩ người Việt Nam (s. 1979)
- 2022 – Pelé, cầu thủ bóng đá người Brasil (s. 1940)[1]
- 2024 - Jimmy Carter, Tổng thống thứ 39 của Hoa Kỳ (s. 1924).